# Cotinis paraguayanus
Cotinis paraguayanus är en skalbaggsart som beskrevs av Thomson 1860. Cotinis paraguayanus ingår i släktet Cotinis och familjen Cetoniidae. Inga underarter finns listade i Catalogue of Life.